# Аеродром Ташкент
Међународни аеродром Ташкент - јужни (IATA: TAS, ICAO: UTTT) је главни аеродром у Ташкенту, главном граду Узбекистана. На аеродрому је и база националне авио-компаније, Узбекистан ервејз.